# Inoue Masaru (fonctionnaire)
Ne doit pas être confondu avec Masaru Inoue (astronome).
Pour les articles homonymes, voir Masaru et Inoue.
Inoue Masaru (fonctionnaire) est un nom japonais traditionnel ; le nom de famille (ou le nom d'école), Inoue, précède donc le prénom (ou le nom d'artiste).

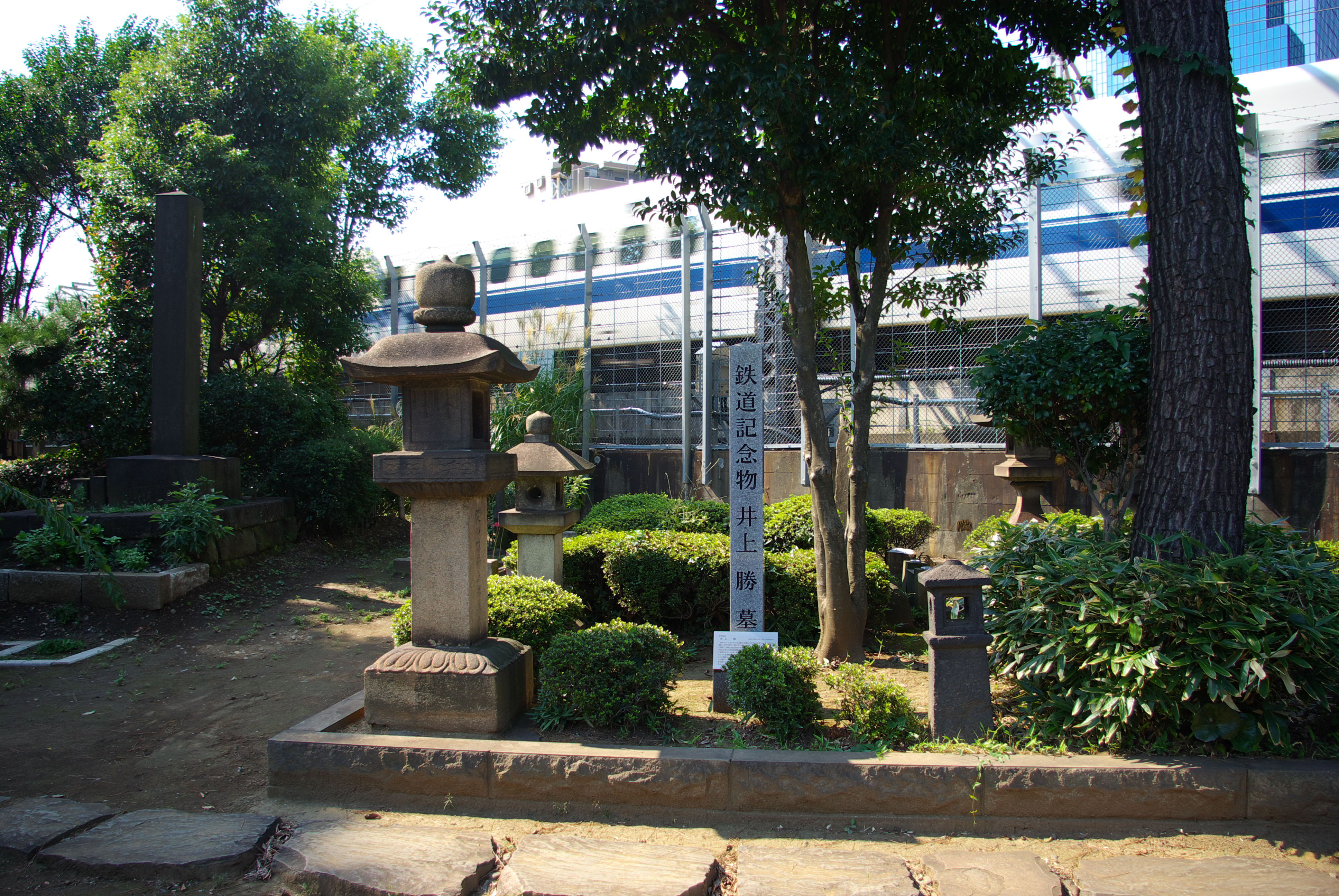
Sa tombe à Tokyo.

Le vicomte Inoue Masaru (井上 勝), né le 25 août 1843 au domaine de Chōshū et décédé à l'âge de 66 ans le 2 août 1910 à Londres, est un bureaucrate japonais de l'ère Meiji reconnu comme le « père des chemins de fer japonais ».

## Biographie
Fils d'un samouraï nommé Inoue Katsuyuki, Inoue Masaru est né à Hagi dans le domaine de Chōshū (actuelle préfecture de Yamaguchi). Il est brièvement adopté par la famille Nomura et prend le nom de Nomura Yakichi, avant de réintégrer plus tard la famille Inoue.
Il entre à 15 ans à l'académie navale de Nagasaki établie par le shogunat Tokugawa et étudie auprès d'un officier naval néerlandais. En 1863, il est choisi par le domaine de Chōshū pour faire partie du groupe des cinq de Chōshū constitué de jeunes étudiants envoyés illégalement étudier au Royaume-Uni en dépit de l'interdiction de voyager à l'étranger imposée par le shogunat. Inoue étudie ainsi le génie civil et minier à l'University College de Londres et retourne au Japon en 1868. 
Il travaille ensuite comme officier technique dans l'industrie minière au service du jeune gouvernement de Meiji. Il est nommé directeur du conseil des chemins de fer en 1871. Inoue joue un grand rôle dans la construction et l'aménagement du réseau ferroviaire japonais, dont la voie du Nakasendō, la sélection de routes alternatives (Tōkaidō) et en proposant de futures lignes principales.
Après s'être retiré du gouvernement, Inoue fonde la Kisha seizo kaisha, la première fabrique de locomotives du Japon et en devient son premier président en 1896. En 1909, il est nommé président de l'association impériale des chemins de fer. Il meurt de maladie à Londres un an plus tard, durant une visite officielle au nom du ministère des Chemins de fer.
En 1891, Inoue Masaru fonde la ferme Koiwai avec Yanosuke Iwasaki et Shin Onogi.

## Postérité
Pour commémorer le séjour à Londres des cinq de Chōshū, deux bourses d'études « Inoue Masaru », d'une valeur chacune de 2 000 £, sont offertes par l'University College de Londres pour permettre à des étudiants d'aller étudier dans une université japonaise.
La tombe d'Inoue se trouve sur un lopin de terre triangulaire où la ligne Yamanote rencontre la ligne Shinkansen Tōkaidō à Kita-Shinagawa.

## Source de la traduction
- (en) Cet article est partiellement ou en totalité issu de l’article de Wikipédia en anglais intitulé « Inoue Masaru (bureaucrat) » (voir la liste des auteurs).